# 環球電視 (台灣)
環球電視（Global TV）是台灣曾經存在的有線電視及衛星電視頻道家族，1997年4月1日開播，已經於2004年停播。

## 歷史
1996年，基於「衛星電視最能觸及散落在全球各地的華人」的想法，趙怡找來10位股東集資新台幣六億元籌備「國際環球多媒體股份有限公司」，趙怡擔任總經理，另從《新新聞》找來趙怡在《美洲中國時報》任職時期的同事周天瑞擔任副總經理。1997年4月1日，國際環球多媒體成立，主要股東包括鈕廷莊、蔡正義、張平沼、陳武剛等人；國際環球多媒體並從博新多媒體手中接手經營博新1台，博新1台改名為「環球電視」重新開播。
1997年9月28日，針對民視楊憲宏調職爭議與環球電視遠景，趙怡說：
大眾傳播事業，政黨和政治都不宜介入，這是從學理角度來看，在實務上也應該遵循這個原則。環球電視的股東結構，各種不同的政治信仰都有，絕對拒絕任何政黨來壟斷這個媒體。政黨和民間團體投資，我們都接受；但是，如果單一或少數股東形成強大支配力量時，我們就不能接受；不能接受，是因為要保障其他股東。
政黨的力量干預媒體，是絕對不可取。相對比起來，財團經營是較有希望的，但是財團也容易和政治掛勾。財團要能夠明白：財團歸財團，媒體交由專業人士去做。只要不把公器私用、當政治勾結，財團沒有這麼壞，我們也不應排除他們在媒體的發展。
綜而觀之，政治勢力、外國勢力、財團、地方派系，是現在有線電視的要角；環球電視開辦時，為了對這些做適當的迴避，於是採取專業治台、股權分散的方式。但是，股權寡頭的獨占也是有好處的：只要大股東有魄力願意花大錢投資，就可以在先期砸錢先聲奪人，像傳訊電視、超視就是如此。相對先聲奪人的模式，即是環球在實際開始經營時把姿態放低、把成本壓低，這種創辦手法是為彌補非寡頭壟斷的股東結構，慢慢打穩基礎。希望環球這樣的嘗試能夠成功，成為有心後繼者的一個模式。
另外，針對媒體的生態與經營，資訊的共享互助是很重要的，可以避免不必要的浪費。所以環球已經和超視、傳訊、東森電視達成協定：未來如果有類似李登輝總統出國這種通訊畫面，就由四家一起付費取得，每家只要出四分之一；其他的獨家新聞，再各自發揮、各憑本事。同時，類似性質頻道的整合也很重要，環球未來的新頻道會試圖和其他頻道整合。學理上，分眾市場分得太細是不必要的。如果你不整合，系統業者自己就幫你併了。
趙怡原先估計，以環球電視開播後每日新台幣一百萬元的支出，只要每月能有新台幣二千萬元的廣告收入即可維持環球電視的運作；但環球電視在籌措資金上耗費太多時間以致延誤開播時機，而所面臨的客觀環境也有所變動。周天瑞說，已經在TVBS之後開播的環球電視「只有花更多錢打知名度」，所以環球電視找來馬英九、陳履安、李鴻禧、趙少康、卜大中等名人輪流主持論壇節目《各領風騷》。此時期的環球電視為單一頻道，又名「環球新聞台」，宣傳口號為「在地看世界，環球新聞台」。此時期的環球電視的一大創舉為率先啟用3D全虛擬攝影棚，用於《各領風騷》等節目。
1990年代末期，和信企業團與東森媒體集團為了爭奪旗下有線電視系統業者地盤而不惜斷訊，原本還可以向有線電視系統業者收取權利金的環球電視被迫苦苦哀求各地有線電視系統業者免費播環球電視節目。環球電視股東因此質疑趙怡的經營能力，遂引進以民主進步黨（民進黨）立法委員為主的「全民電通投資股份有限公司」（Formosa Tele-communication Investment Co., Ltd.）投資；趙怡與周天瑞覺得理念不合，又無法抗拒，只好離開環球電視。
1999年3月30日，環球電視在毫無預警的狀態下資遣新聞部、節目部與工程部的數名員工，生效日為同年4月1日，被資遣的員工只收到一紙公文與一封解釋公司財務艱困被迫資遣的信；但環球電視舊股東早在同年春節前就不再出資、甚至打算不發年終獎金，最後在環球電視總經理楊憲宏力爭之下才解除此波危機；另外，環球電視董事長吳子嘉下令關閉員工討論刪減支出措施的e-mail留言，更讓員工人心惶惶。
1999年7月，吳子嘉成立「環視多媒體股份有限公司」接手經營環球電視。1999年11月20日，吳子嘉與鈕廷莊、蔡正義、張平沼、陳武剛簽下協議書，約定由環視多媒體承擔環球電視債務，另支付新台幣八千萬元給鈕廷莊、蔡正義、張平沼與陳武剛。1999年12月6日，由於不滿吳子嘉拖延「以一股（新台幣）十元入股」的承諾長達一年多而導致環球電視每股價值歸零，鈕廷莊、蔡正義、張平沼與陳武剛分別寄存證信函給吳子嘉，表態終止協議，不再履行協議書內容。
1999年12月8日，國際環球多媒體通過該公司董事長蔡豪擔任環球電視董事長，蔡豪叫人寫了公告張貼在環球電視總部大門上，環視多媒體董事長吳子嘉立即叫員工撕下公告，於是雙方人馬爆發肢體衝突，造成多位員工受傷，吳子嘉要求環球電視新聞部攝影記者拍攝整個打架場面並予以現場直播，是台灣電視史上第一個為爭奪實際經營權而爆發的打群架事件。吳子嘉同時指控，國際環球多媒體副董事長鈕廷莊曾在行政院新聞局局長趙怡也在現場的情況下要求他必須全力支持某位總統參選人，但被他拒絕，所以他認為環球電視的股權與經營權之爭與政治有直接關係。
2000年3月，新世紀國會辦公室執行長林宜正說，吳子嘉為了方便操作環球電視，未經全民電通股東大會或董事會同意，即擅自將全民電通於1998年12月成立的「景涵管理顧問股份有限公司」變更為「環視多媒體股份有限公司」；所以2000年2月18日（元宵節）前，張俊宏邀請全民電通董事共同討論後，全民電通董事會正式發表聲明稿否認投資環視多媒體，環視多媒體並非全民電通子公司，吳子嘉對外一切行為與全民電通無關。
2000年3月27日，環視多媒體臨時股東會共同推選民進黨全國不分區立法委員巴燕達魯擔任董事長，已取得中華民國經濟部核發營業執照，環視多媒體執行董事鍾金江與相關人員立即前往環球電視準備進行新舊董事長交接；但原任董事長吳子嘉宣稱，巴燕達魯當選與1999年6月28日環球電視及全民電通召開的董事會決議不符，他仍舊是環視多媒體董事長，不願進行交接，迫使交接人馬無功而返。
2000年3月31日，環球電視節目《李敖挑戰》主持人李敖在該節目中批評身兼環球電視董事長的民進黨立法委員張俊宏企圖屈從連方瑀與中國國民黨之願消滅環球電視，並於同年4月3日公布張俊宏的住處電話號碼及行動電話號碼，呼籲觀眾打電話向張俊宏抗議；李敖並於同年4月4日公布張俊宏住處地址，稱張俊宏以入閣為條件、跟同黨籍總統當選人陳水扁密謀消滅環球電視；李敖並於同年4月5日以call-in觀眾所說的「縮頭烏龜」、「小人」等詞批評張俊宏；張俊宏向李敖求償新台幣一千萬元，並要求李敖分別於《中國時報》、《聯合報》、《自由時報》及《台灣日報》頭版下半版各刊登道歉啟事一日。2004年9月29日，中華民國最高法院作成「93年度台上字第1979號民事判決」，認定李敖罵張俊宏的部分屬言論自由範圍，但李敖公布張俊宏電話號碼侵犯隱私權，李敖應賠償張俊宏新台幣三百萬元，全案定讞。
2002年7月31日，由於全民電通不願再挹注資金，環球電視解僱所有員工，以重聘方式留下部分被解僱的員工重播舊節目以維持運作，但仍積極尋找新資金或買主。
2002年10月，美屬台灣群島方案代表人物林昇接任環球電視總經理，急速擴張環球電視市場占有率，環球電視從單一頻道擴張為3個頻道：「環球新聞台」、「環球綜合台」、「環球台灣台」；環球電視員工人數則從400多人縮編為160人，另外也大舉向外延攬多位資深媒體人。
2003年6月10日，《台灣蘋果日報》報導，環球電視新聞部大幅挖角，外傳前TVBS主播薛楷莉與中天新聞台主播吳中純要跳槽環球電視，時任環球電視當家主播的前藝人王筱嬋於本月9日揚言「不論誰來，我都要當環球電視一姐」，但薛楷莉的男朋友兼發言人顏冠得否認薛楷莉將跳槽環球電視，吳中純則證實已向中天電視提出辭呈、但否認將跳槽環球電視。同日，林志昇貼出王筱嬋停職令，環球新聞台晚間七點新聞主播由張耀尹暫時取代王筱嬋，但林志昇說「如果王筱嬋真的沒說『要當一姐』這句話，會立刻收回成命，即日復職」；林志昇也不滿王筱嬋自稱沒領到薪水，他說環球電視「現在沒有薪水發不出來的狀況」，環球電視會在兩個月內買大樓「證明我們的資金充裕」，吳中純「來定了」；林志昇說，他想找王筱嬋、薛楷莉與璩美鳳在環球綜合台開一個節目，「內容專門罵那些臭男人」，但這種話題節目至少能做兩個月。
2003年9月2日，民進黨中央執行委員會（中執會）公布媒體改革成果，張俊宏卻在中執會發表公開聲明稱，他已向環球電視董事會提出辭呈，但不被董事會接受，主要原因是環球電視有龐大債務，董事會找不到繼任董事長人選，「環球不像民視，民視是甜的，我們沒有人要」；張俊宏說，他努力找過繼任董事長人選，本月1日找來財力不錯的立法委員林文郎，但林文郎說「事到如今，我也無能為力」；張俊宏要求黨內同志替他想辦法，「誰能幫我解決問題，讓我退出媒體，就是我的恩人」。 
2003年7月4日，真相傳播（真相新聞網）董事長周荃主動召開股東會，宣布正式辭職，也謝絕兼任董事，同時公布103名員工即刻起留職停薪；擁有真相傳播51%股權的「友吉投資股份有限公司」（太電集團旗下公司）以法人名義暫時掛名董事長，同時委派具財經背景的任惠光擔任董事。2003年7月5日，環球電視與真相傳播一致強調，同月7日起，真相衛星電視台每日18點整至20點整的新聞將由環球電視提供，但雙方合作完全基於降低經營成本，「環球電視將入主真相傳播」一說是「無稽之談」。
2003年7月5日，林志昇表示：①真相傳播員工有意願到環球電視者，將被優先錄取；②真相傳播主控室人員全部留任，節目部、工程部各留1名員工；③真相衛星電視台的許多「大中國」節目將被全部拿掉，不允許真相傳播再接受中資，「環球是『台灣優先』嘛，我們方向不同，只好對不起很多老榮民了！江澤民如果有看真相，也會嚇一跳吧。」但他說，為了配合真相衛星電視台原來的「統派」色彩，環球電視已找來一位來自北京、已取得中華民國國民身分證的主播關婉婉播報新聞。
2003年7月7日，真相傳播高層證實，該公司已經與環球電視交換新聞節目帶，但與環球電視合作只是為了降低經營成本，其他的都還談不到。
2003年7月9日，周荃召開記者會批評，張俊宏積極爭取開放原屬「飛安禁用頻道」之一的有線電視第16頻道給環球電視，行政院新聞局也計劃開放該頻道給環球電視；周荃說，立法院上個會期才為了廣電三法吵得沸沸揚揚，結果張俊宏依舊佔有媒體經營權，而且環球電視能獨得飛安禁用頻道；親民黨立法委員李慶安、親民黨立法委員智慧與中國國民黨立法委員洪秀柱因此批評：陳水扁政府介入頻道的釋出，卻毫無公平審查機制。同日，行政院新聞局廣播電視事業處（廣電處）澄清：新聞局只管無線電視頻道的定頻，從沒管過有線電視頻道的定頻；只要交通部同意把第16頻道授權給有線電視頻道業者使用，有線電視頻道業者不需要向新聞局申請即可使用該頻道。
2003年7月10日，林志昇公開真相傳播於同月1日署名的一份請求環球電視「基於友台關係免費提供新聞節目之節目帶」的「請求書」，駁斥周荃在同月9日召開的記者會中指控環球電視「強佔」真相衛星電視台新聞時段的說法。對於這份請求書，周荃表示，歷經同年6月27日股東會後，同年7月1日她就已經不是真相傳播的代表，所以這份請求書與她無關；林志昇則表示，他將對周荃的「強佔」說詞「保留法律追訴權」。同日，對於周荃在同月9日召開的記者會中指控環球電視「強佔」真相傳播3台SNG車一事，環球電視委任律師張睿文表示，那是由於環球電視董事會基於真相傳播已不再需要自播新聞，而出售它們以發薪；至於為何它們被出售後卻開到環球電視，張睿文表示，那是環球電視緊急向買方租來，以加強播報新聞的陣容。
2003年8月27日，甫到任的環球電視新聞部總編輯黃玉振閃電離職，原因與環球電視資金缺口無法應付新聞製作所需的龐大支出有著相當大的關係。
2003年8月31日，「TV Plus」（太平洋衛視母公司「太平洋世代直播」與東森媒體集團成員公司「東豐衛星」組成的合營公司）執行副總經理兼太電轉投資媒體事業負責人徐元春證實，她的確與環球電視總經理特別助理魏約翰接觸洽談入主真相傳播的意願，魏約翰曾表達高度興趣；但因尚未簽約，未來演變可能是雙方以合作模式共同經營，由魏約翰以總經理頭銜負起真相傳播經營事務；也不排除讓友吉投資全面退出真相傳播，讓魏約翰成為真相傳播的新經營者。同日，林志昇宣稱，他早已獲悉魏約翰與真相傳播接觸，他會尊重魏約翰的決定；林志昇還開玩笑地說，若此事成真，魏約翰之妻秦慧珠（親民黨立法委員）在環球電視製作、在真相衛星電視台播出的談話性節目《慧眼看台灣》將可與魏約翰一起投效真相傳播，夫妻共同打拚，說不定可以為真相衛星電視台創造全新風貌。
2003年9月2日，環球電視徐姓離職員工控訴「環球電視欠薪三個月」，並揭發環球電視缺乏資金、僅剩空殼，非媒體出身的林志昇因與全民電通簽約而擔任環球電視總經理。徐姓離職員工說，環球電視近日大動作擴張行動全是假象，新進員工根本領不到薪水；而曾任中天電視副總經理的黃玉振跳槽環球電視未滿一個月即離職，原因即是認為環球電視沒有資金而無法做下去。同日，林志昇反駁，大家都知道他非媒體出身，但沒有法令規定這樣就不能擔任總經理，而他上任後未曾主動要求環球電視董事會提供資金協助，環球電視是全台灣唯一沒有舉債的電視台，「空殼說」不符事實，他絕不接受不具名的控訴；他僅承認未發薪給10多位「不滿現狀、又霸占其位」的員工，只要這些人主動提辭呈，他將立刻發薪給他們。同日，環球電視新聞部副部長吳中純則稱，她已領到薪資，資方並未積欠部分新進員工的薪資。
2004年1月14日，環球電視員工自救會邀集環球電視80多名離職員工前往行政院勞工委員會（勞委會）、行政院新聞局廣電處與民進黨中央黨部陳情，希望勞委會在2004年春節前夕為環球電視員工爭取他們應得的薪資，也期盼新聞局廣電處立即撤銷環球新聞台與環球綜合台的經營執照；環球電視員工自救會代表徐文胤表示，2003年12月10日，環球電視以「公司付不出錢」為由，宣布自同月11日起解僱所有員工，僅留下不到十名員工負責播送舊節目錄影帶。同日晚間，環球電視監察人李柏泉發布聲明稿表示，林志昇於2002年10月至2003年10月任職環球電視總經理期間造成環球電視鉅額虧損，環球電視將依法追究林志昇應負的清償責任，環球電視仍設法尋覓財源解決債務與員工薪資問題；林志昇反駁，環球電視在他擔任總經理期間完全沒有虧損，他離職後才發生鉅額虧損，李柏泉對他的指控形同「一派胡言」、「恩將仇報」。
2004年1月20日，勞委會表示，本月19日環球電視勞資雙方代表協商後達成協議，資方於本日先支付員工薪資新臺幣197萬元，本年2月份起分五期償還欠薪、每期償還二成，預計本年6月底償還完所有欠薪；環球電視員工自救會代表則允諾不採取任何抗爭行動，除非資方未依協議給付積欠款項。
2004年2月24日，環球電視員工自救會聯絡人徐國益發布給陳水扁的公開信，宣稱：
1. 環球電視的財務從2003年年初開始吃緊，員工薪資從此不曾入帳；而資方每兩個月收到一點收入，就用現金發放部分員工的部分薪資，情況最好的新聞部也只拿到2003年7月份薪資，其他部門從2003年5月起就沒發薪。
2. 2003年10月30日，台北市政府勞工局舉辦環球電視勞資協調會，環球電視總經理在會中說只願意1年後再分12個月償還欠薪。
3. 從2003年5月開始，環球電視未曾依法繳納員工的勞保及全民健保費；而環球電視負責人張俊宏仗著自己是民進黨中央常務委員及立法委員的身分對環球電視員工胡作非為，台北市政府勞工局卻拿不出一點有效的辦法來處罰張俊宏[28]。

2004年7月1日，一位不願具名的嘉廷電視（Home TV）員工表示，林志昇確定出任嘉廷電視總經理，嘉廷電視現有的員工九成都是環球電視員工，但嘉廷電視否認財務與環球電視有關。
最後，因為不堪虧損，再加上國際環球多媒體與環視多媒體互爭環球電視經營權，環球電視結束營業。而環球電視員工被積欠的薪水始終一毛未發。